# لجنة حائط البراق 1930

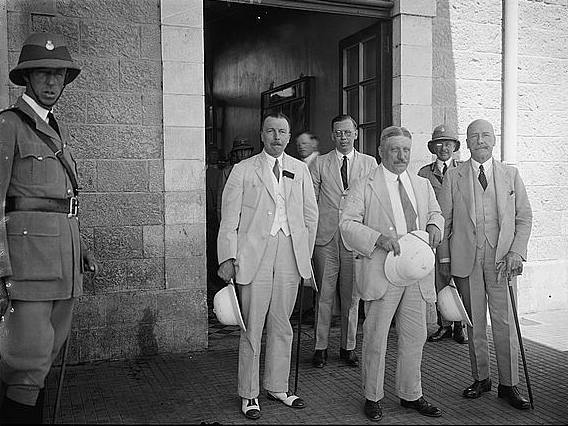
أعضاء لجنة حائط البراق 1930

لجنة حائط البراق عام 1930 هي لجنة عينتها الحكومة البريطانية، تحت مسؤولياتها في الانتداب على فلسطين، ردًا على ثورة البراق 1929. وكان الهدف من اللجنة "تحديد حقوق ومطالب المسلمين واليهود فيما يتعلق بحائط البراق وتحديد أسباب العنف ومنع حدوثه في المستقبل. وافقت عصبة الأمم على اللجنة بشرط ألا يكون الأعضاء بريطانيين.
ستيج ساهلين هو سكرتير اللجنة، فيما كان الأعضاء كالآتي: إيليل لوفغرين وتشارلز باردي وكاريل جوزيف فان كيمبين.

## طلبات يهودية للجنة
طلب اليهود من اللجنة اتخاذ الإجراءات التالية:
- الاعتراف بالادعاء القديم بأن حائط البراق هو مكان مقدس لليهود، ليس فقط لليهود في فلسطين، ولكن أيضًا لليهود في جميع أنحاء العالم.
- إصدار مرسوم بأن لليهود الحق في الوصول إلى الحائط من أجل الصلاة وفقًا لطقوسهم دون تدخل أو انقطاع.
- أن يأمر بجواز استمرار الخدمات اليهودية في ظل ظروف الحشمة واللياقة التي تميز تقليدًا مقدسًا استمر لقرون عديدة دون المساس بالحقوق الدينية للآخرين.
- أن يأمر بوضع اللوائح التي قد تكون ضرورية لمثل هذه الصلوات، ويجب أن يعهد بها إلى حاخامية فلسطين، التي ستعود بالتالي إلى تحمل المسؤولية الكاملة في هذا الشأن، وفي أداء مسؤوليتها قد تستشير الحاخامية حاخامية العالم.
- أن تقترح، إذا وافق المفوضون على الخطة، على السلطة المنتدبة أن تتخذ الترتيبات اللازمة التي يمكن بموجبها إخلاء العقارات التي يشغلها الآن الوقف المغربي، تقبل سلطات الوقف بدلاً منها بعض المباني الجديدة التي سيتم تشييدها. على بعض المواقع المؤهلة في القدس، بحيث لا يزال من الممكن تحقيق الغرض الخيري الذي من أجله هذا الوقف.

أدلى داود يلين، رئيس معهد المعلمين العبريين، وعضو المجلس العثماني، وأحد الشخصيات العامة الأولى التي انضمت إلى الحركة الصهيونية علانية، بشهادته أمام اللجنة. قال:
أمامكم اليوم أمة حُرمت من كل ما هو عزيز عليها ومقدس لها منذ نشأتها على أرضها، قبور بطاركة، وقبور ملوكها العظماء، وقبور أنبيائها القديسين، وقبل كل شيء، موقع معبدها المجيد. لقد تم أخذ كل شيء منه ... ولم يتبق سوى جانب واحد من جزء صغير من الجدار، والذي، من جانب واحد، يحد المكان من الهيكل السابق. وأمام هذا الجدار الحجري العاري، تقف تلك الأمة تحت السماء المفتوحة، في حر الصيف وفي أمطار الشتاء، وتسكب قلبها لإلهها في السماء".

## الخلاصات
توصلت اللجنة إلى نتيجتين أساسيتين:

أ: للمسلمين ملكية فردية لحائط البراق وحق الملكية الوحيد فيه، باعتبار أنه جزء لا يتجزأ من منطقة الحرم الشريف، وهي ملكية وقفية.
ب. سيكون لليهود حرية الوصول إلى حائط البراق لغرض التعبد في جميع الأوقات مع مراعاة الشروط الصريحة المذكورة فيما بعد.
ثم مضى التقرير ليوضح بالتفصيل أفعال المسلمين واليهود التي ينبغي ولا ينبغي السماح بها.
لاحظت اللجنة أن "اليهود لا يدّعون أي ملكية للجدار أو الرصيف أمامه (ختام خطاب المستشار اليهودي، محضر، صفحة 908)."
وخلصت الهيئة إلى أن الجدار والرصيف المجاور والحي المغربي مملوكين للوقف الإسلامي فقط. ومع ذلك، كان لليهود الحق في "حرية الوصول إلى حائط البراق لغرض العبادة في جميع الأوقات"، مع مراعاة بعض الشروط التي تقيد الأشياء التي يمكن إحضارها إلى الحائط وتمنع نفخ الشوفار، مما جعله غير قانوني. كان يُمنع المسلمون من زعزعة العبادات اليهودية عن طريق قيادة الحيوانات أو غيرها من الوسائل.
تم تحويل توصيات اللجنة إلى قانون بموجب مرسوم المجلس الفلسطيني (حائط البراق أو الحائط الغربي) لعام 1931، والذي دخل حيز التنفيذ في 8 يونيو 1931. يتعرض الأشخاص المخالفون للقانون لغرامة قدرها 50 جنيهاً أو السجن لمدة تصل إلى 6 أشهر أو كليهما.

## الأحداث اللاحقة
خلال ثلاثينيات القرن الماضي، في ختام يوم الغفران، كان الشباب اليهود يخالفون باستمرار حظر الشوفار كل عام وينفخون الشوفار مما أدى إلى اعتقالهم ومحاكمتهم.
وعادة ما يتم تغريمهم أو الحكم عليهم بالسجن لمدة تتراوح بين ثلاثة وستة أشهر.[بحاجة لمصدر]